# Tiết khí

Chu kỳ 24 tiết khí trong năm

Tiết khí (hay ngày tiết) (Hán văn phồn thể: 節氣; Hán văn giản thể: 节气; bính âm: Jiéqì) là 24 điểm đặc biệt trên quỹ đạo của Trái Đất xung quanh Mặt Trời, mỗi điểm cách nhau 15°. Nó được sử dụng trong công tác lập lịch của các nền văn minh phương đông cổ đại như Trung Quốc, Việt Nam, Nhật Bản, Triều Tiên để đồng bộ hóa các mùa. Ở Việt Nam có một số học giả phân biệt tiết và khí. Họ cho rằng cứ một tiết lại đến một khí. Tuy nhiên để dễ hiểu, nhiều người vẫn gọi chung là tiết khí hoặc đơn giản chỉ là tiết.
Có hai yếu tố ảnh hưởng đến khoảng cách giữa hai tiết khí gần nhau, đó là:
1. Vì quỹ đạo của Trái Đất là một hình elíp rất gần với hình cầu chứ không phải là một hình cầu nên vận tốc di chuyển của Trái Đất trên quỹ đạo xung quanh Mặt Trời không phải là một hằng số. Do đó khoảng cách tính theo thời gian giữa các tiết khí không phải là con số cố định.
2. Do làm tròn thời điểm bắt đầu của mỗi tiết khí vào đầu ngày mà tiết khí đó bắt đầu.

Nên khoảng cách giữa hai tiết khí kề nhau sẽ ở trong khoảng 14-16 ngày. Lấy ví dụ trong kỷ nguyên J2000 khoảng thời gian từ điểm thu phân đến điểm xuân phân ở Bắc Bán cầu là 179 ngày ngắn hơn khoảng thời gian từ điểm xuân phân đến điểm thu phân. Đó là do quỹ đạo hình elip của Trái Đất; vào tháng 1, Trái Đất ở gần Mặt Trời nhất (điểm cận nhật vào khoảng ngày 3 tháng 1) nên theo định luật Kepler nó phải chuyển động nhanh hơn thời kỳ ở xa Mặt Trời (điểm viễn nhật khoảng ngày 4 tháng 7). Chính vì thế nên nửa hoàng đạo từ điểm xuân phân đến điểm thu phân, Trái Đất đi hết 186 ngày. Nửa còn lại, từ điểm thu phân đến điểm xuân phân, chỉ cần 179 đến 180 ngày.

## Hai mươi tư tiết khí
Bảng dưới đây liệt kê hai mươi tư tiết khí trong lịch các nước phương Đông:
| Kinh độ Mặt Trời               | Tiếng Việt                     | Tiếng Trung                    | Tiếng Nhật                     | Tiếng Triều Tiên               | Ý nghĩa                        | Ngày dương lịch                                                                 |
| Thời gian Lập xuân - Xuân phân | Thời gian Lập xuân - Xuân phân | Thời gian Lập xuân - Xuân phân | Thời gian Lập xuân - Xuân phân | Thời gian Lập xuân - Xuân phân | Thời gian Lập xuân - Xuân phân | Thời gian Lập xuân - Xuân phân                                                  |
| ------------------------------ | ------------------------------ | ------------------------------ | ------------------------------ | ------------------------------ | ------------------------------ | ------------------------------------------------------------------------------- |
| 315°                           | Lập xuân                       | 立春                           | 立春（りっしゅん）             | 입춘 (立春)                    | Thời gian bắt đầu mùa xuân     | Từ ngày 4 tháng 2 hoặc ngày 5 tháng 2 đến thời gian bắt đầu tiết vũ thủy        |
| 330°                           | Vũ thủy                        | 雨水                           | 雨水（うすい）                 | 우수 (雨水)                    | Thời tiết mưa ẩm               | Từ ngày 18 tháng 2 hoặc ngày 19 tháng 2 đến thời gian bắt đầu tiết kinh trập    |
| 345°                           | Kinh trập                      | 驚蟄 (惊蛰)                    | 啓蟄（けいちつ）               | 경칩 (驚蟄)                    | Sâu nở.                        | Từ ngày 5 tháng 3 hoặc ngày 6 tháng 3 đến thời gian bắt đầu tiết xuân phân.     |
| Thời gian Xuân phân - Thu phân |                                |                                |                                |                                |                                |                                                                                 |
| 0°                             | Xuân phân                      | 春分                           | 春分（しゅんぶん）             | 춘분 (春分)                    | Thời gian giữa mùa xuân.       | Từ ngày 20 tháng 3 hoặc ngày 21 tháng 3 đến thời gian bắt đầu tiết thanh minh.  |
| 15°                            | Thanh minh                     | 清明                           | 清明（せいめい）               | 청명 (清明)                    | Thời tiết trong sáng.          | Từ ngày 4 tháng 4 hoặc ngày 5 tháng 4 đến thời gian bắt đầu tiết cốc vũ.        |
| 30°                            | Cốc vũ                         | 穀雨 (谷雨)                    | 穀雨（こくう）                 | 곡우 (穀雨)                    | Mưa rào.                       | Từ ngày 20 tháng 4 hoặc ngày 21 tháng 4 đến thời gian bắt đầu tiết lập hạ.      |
| 45°                            | Lập hạ                         | 立夏                           | 立夏（りっか）                 | 입하 (立夏)                    | Thời gian bắt đầu mùa hè.      | Từ ngày 5 tháng 5 hoặc ngày 6 tháng 5 đến thời gian bắt đầu tiết tiểu mãn.      |
| 60°                            | Tiểu mãn                       | 小滿 (小满)                    | 小満（しょうまん）             | 소만 (小滿)                    | Lũ nhỏ, duối vàng.             | Từ ngày 21 tháng 5 hoặc ngày 22 tháng 5 đến thời gian bắt đầu tiết mang chủng.  |
| 75°                            | Mang chủng                     | 芒種 (芒种)                    | 芒種（ぼうしゅ）               | 망종 (芒種)                    | Chòm sao Tua Rua bắt đầu mọc.  | Từ ngày 5 tháng 6 hoặc ngày 6 tháng 6 đến thời gian bắt đầu tiết hạ chí.        |
| 90°                            | Hạ chí                         | 夏至                           | 夏至（げし）                   | 하지 (夏至)                    | Thời gian giữa mùa hè.         | Từ ngày 21 tháng 6 hoặc ngày 22 tháng 6 đến thời gian bắt đầu tiết tiểu thử.    |
| 105°                           | Tiểu thử                       | 小暑                           | 小暑（しょうしょ）             | 소서 (小暑)                    | Nóng nhẹ.                      | Từ ngày 7 tháng 7 hoặc ngày 8 tháng 7 đến thời gian bắt đầu tiết đại thử.       |
| 120°                           | Đại thử                        | 大暑                           | 大暑（たいしょ）               | 대서 (大暑)                    | Thời tiết nóng oi, nóng nực.   | Từ ngày 22 tháng 7 hoặc ngày 23 tháng 7 đến thời gian bắt đầu tiết lập thu.     |
| 135°                           | Lập thu                        | 立秋                           | 立秋（りっしゅう）             | 입추 (立秋)                    | Thời gian bắt đầu mùa thu.     | Từ ngày 7 tháng 8 hoặc ngày 8 tháng 8 đến thời gian bắt đầu tiết xử thử.        |
| 150°                           | Xử thử                         | 處暑 (处暑)                    | 処暑（しょしょ）               | 처서 (處暑)                    | Mưa ngâu.                      | Từ ngày 23 tháng 8 hoặc ngày 24 tháng 8 đến thời gian bắt đầu tiết bạch lộ.     |
| 165°                           | Bạch lộ                        | 白露                           | 白露（はくろ）                 | 백로 (白露)                    | Nắng nhạt.                     | Từ ngày 7 tháng 9 hoặc ngày 8 tháng 9 đến thời gian bắt đầu tiết thu phân.      |
| Thời gian Thu phân - Lập xuân  |                                |                                |                                |                                |                                |                                                                                 |
| 180°                           | Thu phân                       | 秋分                           | 秋分（しゅうぶん）             | 추분 (秋分)                    | Thời gian giữa mùa thu.        | Từ ngày 23 tháng 9 hoặc ngày 24 tháng 9 đến thời gian bắt đầu tiết hàn lộ.      |
| 195°                           | Hàn lộ                         | 寒露                           | 寒露（かんろ）                 | 한로 (寒露)                    | Mát mẻ.                        | Từ ngày 8 tháng 10 hoặc ngày 9 tháng 10 đến thời gian bắt đầu tiết sương giáng. |
| 210°                           | Sương giáng                    | 霜降                           | 霜降（そうこう）               | 상강 (霜降)                    | Sương mù xuất hiện.            | Từ ngày 23 tháng 10 hoặc ngày 24 tháng 10 đến thời gian bắt đầu tiết lập đông.  |
| 225°                           | Lập đông                       | 立冬                           | 立冬（りっとう）               | 입동 (立冬)                    | Thời gian bắt đầu mùa đông.    | Từ ngày 7 tháng 11 hoặc ngày 8 tháng 11 đến thời gian bắt đầu tiết tiểu tuyết.  |
| 240°                           | Tiểu tuyết                     | 小雪                           | 小雪（しょうせつ）             | 소설 (小雪)                    | Tuyết xuất hiện ở một số nơi.  | Từ ngày 22 tháng 11 hoặc ngày 23 tháng 11 đến thời gian bắt đầu tiết đại tuyết. |
| 255°                           | Đại tuyết                      | 大雪                           | 大雪（たいせつ）               | 대설 (大雪)                    | Tuyết bắt đầu dày.             | Từ ngày 7 tháng 12 hoặc ngày 8 tháng 12 đến thời gian bắt đầu tiết đông chí.    |
| 270°                           | Đông chí                       | 冬至                           | 冬至（とうじ）                 | 동지 (冬至)                    | Thời gian giữa mùa đông.       | Từ ngày 21 tháng 12 hoặc ngày 22 tháng 12 đến thời gian bắt đầu tiết tiểu hàn.  |
| 285°                           | Tiểu hàn                       | 小寒                           | 小寒（しょうかん）             | 소한 (小寒)                    | Thời tiết rét nhẹ.             | Từ ngày 5 tháng 1 hoặc ngày 6 tháng 1 đến thời gian bắt đầu tiết đại hàn.       |
| 300°                           | Đại hàn                        | 大寒                           | 大寒（だいかん）               | 대한 (大寒)                    | Thời tiết rét đậm.             | Từ ngày 20 tháng 1 hoặc ngày 21 tháng 1 đến thời gian bắt đầu tiết lập xuân.    |

Ghi chú:
1. Trong ngoặc là cách viết kiểu Hanja
2. Ý nghĩa của các tiết về cơ bản là giống nhau trong các nước, tuy nhiên có một vài điểm khác nhau rõ rệt.
3. Ngày bắt đầu của tiết khí có thể cách nhau trong phạm vi ±1 ngày.

Người Trung Quốc có bài "Nhị thập tứ tiết khí" để ghi nhớ:
| Nguyên văn | Phiên âm | Dịch nghĩa | Dịch thơ |
| --- | --- | --- | --- |
| 春雨驚春清穀天 夏滿芒夏暑相連 秋處露秋寒霜降 冬雪雪冬小大寒 每月兩節不變更 最多相差一兩天 上半年來六、廿一 下半年是八、廿三 | Xuân Vũ Kinh Xuân Thanh Cốc thiên Hạ Mãn Mang Hạ Thử tương liên Thu Xử Lộ Thu Hàn Sương giáng Đông Tuyết Tuyết Đông Tiểu Đại hàn Mỗi nguyệt lưỡng tiết bất biến canh Tối đa tương sai nhất lưỡng thiên Thượng bán niên lai Lục, Chấp nhất Hạ bán niên thị Bát, Chấp tam. | Lập xuân, Vũ thủy, Kinh trập, Xuân phân, Thanh minh, Cốc vũ Lập hạ, Tiểu mãn, Mang chủng, Hạ chí, Tiểu thử, Đại thử Lập thu, Xử thử, Bạch lộ, Thu phân, Hàn lộ, Sương giáng Lập đông, Tiểu tuyết, Đại tuyết, Đông chí, Tiểu hàn, Đại hàn Mỗi tháng hai tiết không thay đổi Chênh lệch tối đa một hoặc hai ngày Trong nửa đầu năm, sáu, hai mươi mốt Trong nửa cuối năm, tám, hai mươi ba. | Xuân, Vũ, Kinh, Xuân, Thanh, Cốc thiên* Hạ, Mãn, Mang, Hạ, Thử tương liên Thu, Xử, Lộ, Thu, Hàn, Sương giáng Đông, Tuyết, Tuyết, Đông, Tiểu, Đại hàn Mỗi tháng hai tiết không thay đổi Tối đa sai lệch một hai ngày Sáu tháng đầu năm: Sáu, Hăm mốt Sáu tháng cuối năm: Tám, Hăm ba. |

Trong khoảng thời gian giữa các tiết khí như Đại tuyết, Tiểu tuyết trên thực tế ở miền bắc Việt Nam không có tuyết rơi. (Trừ một số đỉnh núi cao như Fansipan, Mẫu Sơn có thể có, tuy vậy tần số xuất hiện rất thấp và lại rơi vào khoảng thời gian của Tiểu hàn-Đại hàn).
Các điểm diễn ra hay bắt đầu các tiết xuân phân, hạ chí, thu phân, đông chí trùng với các điểm vernal equinox (điểm xuân phân), summer solstice (điểm hạ chí), autumnal equinox (điểm thu phân), winter solstice (điểm đông chí) trong tiếng Anh đối với Bắc Bán cầu.

## Ý nghĩa
Phân tích các tiết khí theo bảng trên đây, có thể nhận thấy chúng có liên quan đến các yếu tố khí hậu và thời tiết rất đặc trưng cho vùng đồng bằng sông Hoàng Hà của Trung Quốc. Trong quá khứ nó đã từng được áp dụng để tính toán các thời điểm gieo trồng ngũ cốc sao cho phù hợp với các điều kiện thời tiết và khả năng sinh trưởng của chúng. Tuy vậy nó cũng có thể áp dụng được cho các vùng lân cận như khu vực phía bắc Việt Nam, Nhật Bản, Triều Tiên v.v. Chính vì thế lịch Trung Quốc xưa còn có tên gọi là nông lịch tức lịch nông nghiệp.

## Phân định mùa
Theo tiết khí trong lịch Trung Quốc, các mùa bắt đầu bằng tiết khí có chữ "lập" trước tên mùa. Ví dụ: mùa xuân bắt đầu bằng tiết khí lập xuân.
Tuy nhiên phân định này chỉ đúng cho thời tiết các nước ở Bắc Bán cầu Trái Đất xung quanh vùng Trung Hoa cổ đại. Tại các nước phương Tây, các mùa được phân định bằng các thời điểm như điểm xuân phân, điểm hạ chí, điểm thu phân và điểm đông chí. Trong thiên văn học, mùa trên các hành tinh nói chung cũng phân theo kiểu phương Tây. Ví dụ, mùa xuân trên Sao Hỏa bắt đầu vào điểm xuân phân (kinh độ Mặt Trời bằng 0) và kết thúc vào điểm hạ chí (kinh độ Mặt Trời bằng 90°).

## Tiểu tuyết, Đại tuyết tại Việt Nam

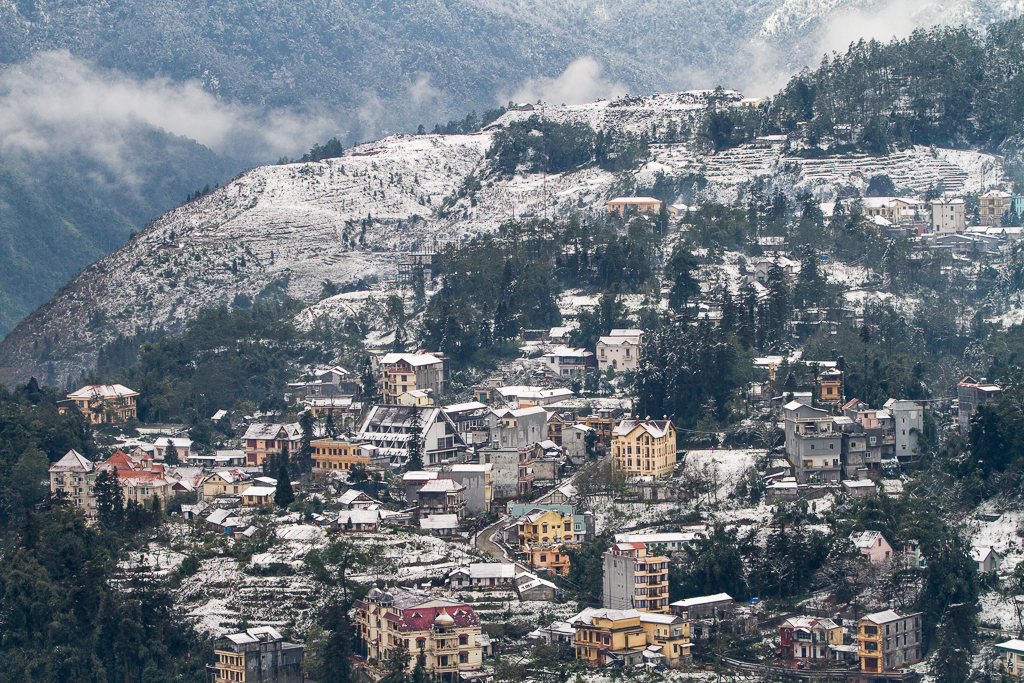
Tuyết rơi ở Sa Pa, vùng núi miền bắc Việt Nam vào ngày 19 tháng 12 năm 2013, thời gian này thuộc tiết đại tuyết.

Mặc dù lịch Việt Nam cũng xem trọng 24 tiết khí giống như các nước Đông Á khác, trong đó có cả hiện tượng tuyết rơi vào mùa đông tuy nhiên trên thực tế gần như toàn bộ lãnh thổ Việt Nam lại không có tuyết rơi vào mùa đông ngoại trừ một vài nơi thuộc vùng núi cao phía bắc. Khoảng thời gian giữa hai tiết khí "tiểu tuyết" - "đại tuyết" (từ 21/11 đến 22/12) ngoại trừ một số đỉnh núi cao ở miền bắc Việt Nam như Fansipan, Mẫu Sơn có thể có tuyết rơi, tuy vậy khả năng tần xuất tuyết xuất hiện trong thời gian này lại rất thấp và nó lại rơi nhiều vào khoảng thời gian các tiết tiểu hàn-đại hàn tức là những tiết cuối của mùa đông.

## Điểm phân, chí
Thời điểm bắt đầu các phân, chí như xuân phân, hạ chí, thu phân, đông chí trùng với các điểm như sau ở Bắc bán cầu:
- Điểm xuân phân (tiếng Anh: vernal equinox): Thời điểm diễn ra xuân phân.
- Điểm hạ chí (tiếng Anh: summer solstice): Thời điểm diễn ra hạ chí.
- Điểm thu phân (tiếng Anh: autumnal equinox): Thời điểm diễn ra thu phân.
- Điểm đông chí (tiếng Anh: winter solstice): Thời điểm diễn ra đông chí.

## Sử dụng tại Nam bán cầu
Do sự nghiêng trục tự quay của Trái Đất nên sự di chuyển của Trái Đất trên quỹ đạo xung quanh Mặt Trời tạo ra các mùa tại Nam bán cầu lệch 6 tháng với các mùa tại Bắc bán cầu. Các cặp mùa tại hai bán cầu tương ứng như sau:
| Mùa ở Bắc bán cầu | Mùa ở Nam bán cầu |
| ----------------- | ----------------- |
| Mùa xuân          | Mùa thu           |
| Mùa hè            | Mùa đông          |
| Mùa thu           | Mùa xuân          |
| Mùa đông          | Mùa hè            |

Vì thế, nếu một người nào đó muốn sử dụng khái niệm 24 tiết khí tại Nam bán cầu thì đơn giản xác định giá trị bằng kinh độ Mặt Trời - 180° (với các kinh độ Mặt Trời từ 180° trở lên) hoặc bằng kinh độ Mặt Trời + 180° (với các kinh độ Mặt Trời nhỏ hơn 180°) để tìm tiết khí tương ứng tại Nam bán cầu. Ví dụ, với kinh độ Mặt Trời là 135° (bắt đầu tiết lập thu tại Bắc bán cầu) thì giá trị cần tìm là 135° + 180° = 315°. Tra bảng trên sẽ thấy đó là bắt đầu tiết lập xuân tại Nam bán cầu. Tương tự, với kinh độ Mặt Trời là 210° (bắt đầu tiết sương giáng tại Bắc bán cầu) thì giá trị cần tìm là 210° - 180° = 30°. Tra bảng trên sẽ thấy đó là bắt đầu tiết cốc vũ tại Nam bán cầu.